# Franz Heinrich Siesmayer
Franz Heinrich Siesmayer ( Frankfurt am Main, 26 de abril de 1817 -  Frankfurt am Main, 22 de dezembro de 1900) foi um botânico,  jardineiro  e paisagista alemão.